# Sagor Islam
Sagor Islam (bengalisch সাগর ইসলাম Sāgara isalāma; geboren am 5. Juni 2006 in Choto Bangram, Rajshahi) ist ein bangladeschischer Bogenschütze.

## Sport
Sagor Islam wurde in Choto Bangram, Rajshahi, geboren und wuchs dort auf. Er ist das jüngste von vier Kindern und wurde von seiner Mutter aufgezogen, nachdem sein Vater gestorben war, als er drei Jahre alt war. Seine Mutter betrieb einen Tea Shop. Islam interessierte sich für das Bogenschießen, weil sich in der Nähe des Tea Shops ein Schieß-Club befand.
Islam wurde 2017 in den SB Club aufgenommen und erwies sich als talentiert. Er erhielt 2019 ein Stipendium für das Bangladesh Krira Shikkha Protishtan (Nationales Sportinstitut). Sein internationales Debüt gab er beim Weltcup im Bogenschießen 2022. Auch 2023 trat er beim Weltcup an, wo er sein Team ins Viertelfinale brachte, und bei den Weltmeisterschaften 2023, sowie dem Weltcup 2024.
Bei den Olympischen Sommerspielen 2024 in Paris erreichte er die zweite Runde des Einzelwettbewerbs, wo er Mauro Nespoli aus Italien unterlag. Er fungierte bei der Eröffnungszeremonie auch als Fahnenträger.